# Австрия на летних Олимпийских играх 1996
Австрия принимала участие в Летних Олимпийских играх 1996 года в Атланте (США) в двадцатый раз за свою историю, и завоевала одну серебряную и две бронзовые медали. Сборная страны состояла из 72 спортсменов (56 мужчин, 16 женщин).

## Медалисты
| Медаль  | Спортсмен        | Вид спорта      | Дисциплина                                             |
| ------- | ---------------- | --------------- | ------------------------------------------------------ |
| Серебро | Вольфрам Вайбель | Стрельба        | Мужчины, пневматическая винтовка, 10 м                 |
| Бронза  | Вольфрам Вайбель | Стрельба        | Мужчины, произвольная винтовка из трёх положений, 50 м |
| Бронза  | Терезия Кисль    | Лёгкая атлетика | Женщины, 1500 м                                        |

## Результаты соревнований

### Академическая гребля
В следующий раунд из каждого заезда проходили несколько лучших экипажей (в зависимости от дисциплины). В финал A выходили 6 сильнейших экипажей, остальные разыгрывали места в утешительных финалах B-D.
Мужчины
| Соревнование | Спортсмены                 | Предварительный заезд | Предварительный заезд | Предварительный заезд | Отборочный заезд | Отборочный заезд | Отборочный заезд | Полуфинал     | Полуфинал     | Полуфинал     | Финал   | Финал   | Итоговое место |
| Соревнование | Спортсмены                 | Заезд                 | Время                 | Место                 | Заезд            | Время            | Место            | Заезд         | Время         | Место         | Время   | Место   | Итоговое место |
| ------------ | -------------------------- | --------------------- | --------------------- | --------------------- | ---------------- | ---------------- | ---------------- | ------------- | ------------- | ------------- | ------- | ------- | -------------- |
| одиночки     | Хорст Нуссбаумер           | 1                     | 7:36,15               | 3                     | 4                | 7:49,79          | 2 Q              | Полуфинал A/B | Полуфинал A/B | Полуфинал A/B | Финал B | Финал B | 9              |
| одиночки     | Хорст Нуссбаумер           | 1                     | 7:36,15               | 3                     | 4                | 7:49,79          | 2 Q              | 2             | 7:35,52       | 6             | 6:53,20 | 3       | 9              |
| двойки       | Андреас Надер Херман Баэур | 1                     | 6:46,18               | 6                     | 3                | 7:03,86          | 2 Q              | 1             | 6:57,44       | 4 QB          | Финал B | Финал B | 11             |
| двойки       | Андреас Надер Херман Баэур | 1                     | 6:46,18               | 6                     | 3                | 7:03,86          | 2 Q              | 1             | 6:57,44       | 4 QB          | 6:38,60 | 5       | 11             |

### Велоспорт

#### Шоссейный велоспорт
Мужчины
| Соревнование    | Спортсмены         | Время     | Место | Отставание |
| --------------- | ------------------ | --------- | ----- | ---------- |
| групповая гонка | Вернер Рибенбауер  | 4 56' 45" | 44    | + 2' 49"   |
| групповая гонка | Харальд Моршер     | 4 56' 45" | 46    | + 2' 49"   |
| групповая гонка | Питер Вролич       | 4 56' 46" | 54    | + 2' 50"   |
| групповая гонка | Георг Точниг       | 4 56' 47" | 62    | + 2' 51"   |
| групповая гонка | Петер Луттунбергер | 4 56' 50" | 81    | + 2' 54"   |

Женщины
| Соревнование         | Спортсмены | Время     | Место | Отставание |
| -------------------- | ---------- | --------- | ----- | ---------- |
| групповая гонка      | Таня Клейн | 2 37' 06" | 22    | + 0' 53"   |
| индивидуальная гонка | Таня Клейн | 42' 03"   | 23    | + 5' 23"   |

#### Трековый велоспорт
Гонка по очкам
| Соревнование             | Спортсмен    | Очки      | Очки     | Очки  | Место |
| Соревнование             | Спортсмен    | за спринт | за круги | всего | Место |
| ------------------------ | ------------ | --------- | -------- | ----- | ----- |
| гонка по очкам (мужчины) | Франц Штохер | 5         | 0        | 5     | 12    |
| гонка по очкам (женщины) | Таня Клейн   | 0         | 0        | 0     | 16    |

Гит
| Соревнование | Спортсмены          | Время     | Место | Отставание  |
| ------------ | ------------------- | --------- | ----- | ----------- |
| гит с места  | Кристиан Мейдлингер | 1' 5.530" | 9     | + 0' 2.818" |

#### Маунтинбайк
Мужчины
| Соревнование | Спортсмены    | Время     | Место | Отставание |
| ------------ | ------------- | --------- | ----- | ---------- |
| кросс-кантри | Эрнст Денифль | 2 45' 34" | 28    | + 27' 56"  |